# Violence au Kansas
Pour plus de détails, voir Fiche technique et Distribution.
Violence au Kansas (titre original : The Jayhawkers !) est un film américain de Melvin Frank sorti en 1959.

## Synopsis
Texas 1859, Cam Bleeker s'échappe de la prison où il était enfermé depuis la guerre contre le Mexique. Pensant rentrer chez lui et retrouver sa femme, il découvre, une fois arrivé sur place, que cette dernière est morte pendant les événements et qu'une veuve s'est installée dans la demeure avec ses enfants...

## Fiche technique
- Titre original : The Jayhawkers !
- Réalisation : Melvin Frank
- Scénario : A.I. Bezzerides, Frank Fenton, Melvin Frank et Joseph Petracca
- Directeur de la photographie : Loyal Griggs
- Montage : Everett Douglas
- Musique : Jerome Moross
- Costumes : Edith Head
- Production : Melvin Frank et Norman Panama
- Genre : Western
- Pays :  États-Unis
- Durée : 100 minutes (1 h 40)
- Date de sortie :
  - États-Unis : 15 octobre 1959
  - France : 13 janvier 1961

## Distribution
- Jeff Chandler (VF : René Arrieu) : Luke Darcy
- Fess Parker (VF : Jean-Claude Michel) : Cam Bleeker
- Nicole Maurey (VF : Elle-même) : Jeanne Dubois
- Henry Silva (VF : Michel Roux) : Lordan
- Herbert Rudley (VF : Claude Péran) : le gouverneur William Clayton
- Frank DeKova : Evans
- Don Megowan : China
- Leo Gordon (VF : Jacques Deschamps) : Jake Barton
- Shari Lee Bernath (VF : Sylvie Dorléac) : Marthe DuBois
- Jimmy Carter : Paul DuBois
- Renata Vanni : l'indienne